# Marschen för tillgänglighet
Marschen för tillgänglighet är en organisation som sedan 2003 arbetar för ett införande av en svensk lag som klassar otillgänglighet som diskriminering av personer med funktionsnedsättning. Organisationen arrangerar bland annat årligen en demonstration med samma namn på flera orter för att uppmärksamma kravet på en förändrad svensk lagstiftning enligt syftet. Liknande lagstiftning finns redan i bland annat USA, Australien, Storbritannien, Hongkong, Irland, Sydafrika och Norge.
Organisationen har också uppmärksammats för de anmälningssaktioner mot "diskriminerande otillgänglighet" som man genomförde sommaren 2005, 2007 och 2009. Anmälningar skickades då i mängd till Handikappombudsmannen och sedermera Diskrimineringsombudsmannen trots att otillgänglighet alltså inte är diskrimineringsgrund. Syftet var att väcka uppmärksamhet och debatt.
Initiativet till Marschen för tillgänglighet lyftes av Hans Filipsson, dåvarande vice ordförande DUNS, Adryan Linden, funktionshinderaktivist och Jonas Franksson, dåvarande ordförande Unga Rörelsehindrade. Den enda kvarvarande av dessa är Filipsson som sedan starten fungerat som organisationens ledare. Hans Filipsson, född 1977, som är språkrör och en av grundarna till organisationen Marschen för tillgänglighet. tilldelades i december 2005 Uppsala universitets Martin H:son Holmdahls stipendium och i maj 2006 Stilpriset - Hjärter Ess för sitt arbete i organisationen.
Idag stödjer mer än 140 organisationer och företag Marschen för tillgänglighet. Tillsammans representerar dessa mer än 1 miljon människor och har en årlig omsättning på över 1,5 miljarder kronor.